# Aranyszárnyú kacika
Az aranyszárnyú kacika (Cacicus chrysopterus) a madarak osztályának verébalakúak (Passeriformes) rendjébe, azon belül a csirögefélék (Icteridae) családjába tartozó faj.

## Rendszerezése
A fajt Nicholas Aylward Vigors ír zoológus írta le 1825-ben, a Xanthornus nembe Xanthornus Chrysopterus néven.

## Előfordulása
Argentína, Bolívia, Brazília, Paraguay és Uruguay területén honos. A természetes élőhelye szubtrópusi és trópusi síkvidéki és hegyi erdők, valamint száraz erdők. Vonuló faj.

## Megjelenése
Testhossza 30 centiméter.
|  |

## Életmódja
Gerinctelenekkel, kisebb gerincesekkel, gyümölcsökkel és nektárral táplálkozik.

## Természetvédelmi helyzete
Az elterjedési területe rendkívül nagy, egyedszáma pedig stabil. A Természetvédelmi Világszövetség Vörös listáján nem fenyegetett fajként szerepel.